# 小行星1849
小行星1849（1849 Kresak）是一颗围绕太阳公转的小行星。1942年1月14日，卡爾·威廉·萊茵姆特在海德堡发现了此天体。
該小行星以捷克天文學家盧博爾·克雷薩克命名。
这颗小行星的绝对星等为144.68311等。